# Campeonato Panamericano Junior de Hockey Sobre Césped Femenino de 2021
El Campeonato Panamericano Junior de Hockey Sobre Césped Femenino de 2021 fue la novena edición del torneo continental para menores de 21 años. Se celebró junto al torneo masculino en Santiago, Chile entre el 21 y el 28 de agosto de 2021.
Los torneos que estaban programados para noviembre de 2020, fueron reprogramados para llevarse a cabo en 2021 debido a la pandemia de COVID-19. En una primera instancia se informó que los torneos iban a realizarse del 12 al 25 de abril de 2021 en la sede original. Luego se comunicó que los eventos se realizarían del 21 al 28 de agosto de 2021.
Los tres equipos mejor ubicados lograron clasificar a la Copa Mundial Junior de 2021.
Canadá logró su primer título panamericano luego de vencer en la final a Uruguay 1-0.

## Primera fase

### Grupo A
| Equipo    | J | G | E | P | GF | GC | DG | Pts |
| --------- | - | - | - | - | -- | -- | -- | --- |
| Canadá    | 2 | 1 | 1 | 0 | 1  | 0  | +1 | 4   |
| Uruguay   | 2 | 0 | 2 | 0 | 0  | 0  | 0  | 2   |
| Argentina | 2 | 0 | 1 | 1 | 0  | 1  | -1 | 1   |

|  | Avanzan a semifinales. |  | Jugará por el 5.º puesto. |

| 21 de agosto de 2021 | Uruguay | 0:0     | Canadá |                                         |                                         |
|                      |         | Reporte |        | Árbitra: Catalina Montesino Morgan Ames | Árbitra: Catalina Montesino Morgan Ames |

| 23 de agosto de 2021 | Argentina | 0:0     | Uruguay |                                             |                                             |
|                      |           | Reporte |         | Árbitra: Catalina Montesino Claudia Montino | Árbitra: Catalina Montesino Claudia Montino |

| 24 de agosto de 2021 | Canadá      | 1:0     | Argentina |                                      |                                      |
|                      | Goodman 30' | Reporte |           | Árbitra: Morgan Ames Claudia Montino | Árbitra: Morgan Ames Claudia Montino |

### Grupo B
| Equipo            | J | G | E | P | GF | GC | DG  | Pts |
| ----------------- | - | - | - | - | -- | -- | --- | --- |
| Estados Unidos    | 2 | 2 | 0 | 0 | 17 | 1  | +16 | 6   |
| Chile             | 2 | 1 | 0 | 1 | 12 | 2  | +10 | 3   |
| Trinidad y Tobago | 2 | 0 | 0 | 2 | 0  | 26 | -26 | 0   |

|  | Avanzan a semifinales. |  | Jugará por el 5.º puesto. |

| 22 de agosto de 2021 | Chile        | 1:2     | Estados Unidos         |                                         |                                         |
|                      | Martínez 12' | Reporte | 1' Wadas · 18' Southam | Árbitra: Natalia Lodeiro Joanne Wudrich | Árbitra: Natalia Lodeiro Joanne Wudrich |

| 23 de agosto de 2021 | Estados Unidos | 15:0    | Trinidad y Tobago |                                         |                                         |
|                      | Zimmer 4' · Southam 5', 52' · Rose 7', 27', 44' · De Vries 10', 37', 39', 45', 56' · Sessa 13', 15', 54' · Tamer 51' | Reporte |                   | Árbitra: Natalia Lodeiro Melina Illanes | Árbitra: Natalia Lodeiro Melina Illanes |

| 24 de agosto de 2021 | Trinidad y Tobago | 0:11    | Chile |                                        |                                        |
|                      |                   | Reporte | 4', 33' Arrieta · 9', 45' Ramirez · 10' Jugo · 12', 42', 51' Avelli · 23' A. Irazoqui · 37' Lüders · 39' Mujica | Árbitra: Melina Illanes Joanne Wudrich | Árbitra: Melina Illanes Joanne Wudrich |

## Fase Final

### Partido por el quinto puesto
| 26 de agosto de 2021 | Argentina | 11:0    | Trinidad y Tobago |                          |                          |
|                      | Bazzana 2', 3', 55', 57' · Gabutti 17' · Del Carril 32', 50' · Guignet 41' · Correa 50', 56' · Giacchino 59' | Reporte |                   | Árbitra: Claudia Montino | Árbitra: Claudia Montino |

### Semifinales
| 26 de agosto de 2021 | Estados Unidos | 0:1     | Uruguay      |                                            |                                            |
|                      |                | Reporte | 51' Barreiro | Árbitra: Catalina Montesino Melina Illanes | Árbitra: Catalina Montesino Melina Illanes |

| 26 de agosto de 2021 | Canadá  | 1:0     | Chile |                                      |                                      |
|                      | Rae 28' | Reporte |       | Árbitra: Natalia Lodeiro Morgan Ames | Árbitra: Natalia Lodeiro Morgan Ames |

### Partido por el tercer puesto
| 28 de agosto de 2021 | Chile       | 1:1 (2:3 SO) | Estados Unidos |                                         |                                         |
|                      | Arrieta 16' | Reporte      | 2' Caron       | Árbitra: Natalia Lodeiro Melina Illanes | Árbitra: Natalia Lodeiro Melina Illanes |

### Final
| 28 de agosto de 2021 | Canadá          | 1:0     | Uruguay |                                         |                                         |
|                      | Mollenhauer 53' | Reporte |         | Árbitra: Catalina Montesino Morgan Ames | Árbitra: Catalina Montesino Morgan Ames |

| Bandera de Canadá |
| Campeón Canadá    |
| Primer título     |

## Posiciones finales
| Posición | Equipo            |
| -------- | ----------------- |
| 1        | Canadá            |
| 2        | Uruguay           |
| 3        | Estados Unidos    |
| 4        | Chile             |
| 5        | Argentina         |
| 6        | Trinidad y Tobago |